# Stade Tahar Zoughari
Stade Tahar Zoughari – wielofunkcyjny stadion w Ghulajzanie, w Algierii. Obiekt może pomieścić 20 000 widzów. Swoje spotkania rozgrywają na nim piłkarze klubu RC Relizane.